# Gran Premio di Francia 1979
Il Gran Premio di Francia 1979 fu l'ottava prova della stagione 1979 del Campionato mondiale di Formula 1. Si corse domenica 1º luglio 1979 sul Circuito di Digione. Vinse il francese Jean-Pierre Jabouille su Renault; per il vincitore e per la scuderia fu la prima vittoria in carriera e anche la prima vittoria di un motore turbocompresso. Ha preceduto sul traguardo il canadese Gilles Villeneuve su Ferrari e il francese René Arnoux anch'egli su Renault. I due piloti dettero vita, negli ultimi giri, a una serrata battaglia per il secondo posto, nota come Duello di Digione.

## Vigilia

### Sviluppi futuri
In una riunione della FIA si decisero, in risposta alla crisi energetica, alcune modifiche ai regolamenti per ridurre il consumo di carburante del 10%. Le nuove norme entrarono in vigore dal 1º gennaio 1980.
La Copersucar, una cooperativa di coltivatori di zucchero brasiliana, decise di non sostenere più la Fittipaldi Automotive al termine della stagione.
Il 28 giugno Bernie Ecclestone visitò l'Autodromo nazionale di Monza e dette il benestare alle modifiche proposte dagli organizzatori per rendere più sicura la pista. Ciò consentì la tenuta del Gran Premio d'Italia.

### Aspetti tecnici
L'Arrows fece esordire l'A2, mentre la Wolf ripresentò la WR8.
Il Circuito di Digione-Prenois ospitò per la terza volta, il Gran Premio di Francia, nell'alternanza con il Circuito Paul Ricard.

### Aspetti sportivi
La gara, l'ottava della stagione, fu la prima della seconda fase del campionato; nella stagione 1979 il campionato era stato diviso in due gironi di 8 gare, ma saltando il Gran Premio di Svezia la prima parte contava solo sette gare. In ogni ciclo di otto gare ciascun pilota doveva tenersi i migliori quattro risultati.
Il 3 giugno Patrick Depailler si procurò fratture multiple al femore, alla caviglia e alla mano destra durante un'escursione in deltaplano sul Puy-de-Dôme, vicino a Clermont-Ferrand; con una prognosi di circa tre mesi a parte il recupero, la sua stagione di fatto terminò e la Ligier dovette cercare un sostituto, trovato nell'esperto belga Jacky Ickx (con all'attivo già 106 gran premi), che mancava nel campionato mondiale di F1 dal Gran Premio di Svezia 1978 corso con l'Ensign. Inizialmente sembrò che la Ligier fosse orientata a preferire un francese, Michel Leclère.
Dopo aver annunciato a marzo la volontà di abbandonare la F1 al termine della stagione James Hunt decise il ritiro immediato dalle competizioni; la Wolf ingaggiò Keke Rosberg, che aveva già disputato nove gran premi nel corso della stagione 1978 con Theodore Racing (utilizzando in tre occasioni un telaio della Wolf) e ATS.
Arturo Merzario tornò al volante della sua vettura, ormai ristabilito, e così fece anche Héctor Rebaque, che presentò nuovamente la sua Lotus 79 privata. All'Ensign il francese Patrick Gaillard prese il posto di Derek Daly, che aveva rotto il contratto con la casa inglese. Gaillard, all'esordio nella massima formula, era giunto terzo nel campionato europeo di F3 1978. Si rivide anche un'unica Alfa, con Bruno Giacomelli.

## Qualifiche
Già dal venerdì pre-gara le Renault F1 erano state le più veloci: alla fine della prima giornata di prove ufficiali, infatti, Jabouille fu il più veloce con un bel 1'07"410, 56 centesimi di secondo più rapido del suo compagno Arnoux (1'07"960) e quasi 80 migliore di Villeneuve (1'08'18); il risultato fu confermato anche nella seconda giornata di prove ufficiali, quando Jabouille fece 1'07"19 e Arnoux 1'07"45; nonostante una grande prestazione, Villeneuve, con un 1'07"65", fu in seconda fila dietro a Jabouille.
Di fianco a Villeneuve, al quarto posto si classificò il brasiliano Nelson Piquet su Brabham BT/49 motorizzata Alfa Romeo (1'08"13); alle loro spalle, rispettivamente sull'altra Ferrari e l'altra Brabham, Jody Scheckter (1'08"15) e l'austriaco Niki Lauda (1'08'20").
Didier Pironi, su Tyrrell, ebbe un incidente nella seconda giornata di prove, e non poté andare oltre la sesta fila. Molti piloti, a causa della conformazione del tracciato, pieno di saliscendi, accusarono nausee e vertigini. Jean-Pierre Jabouille e Jacky Ickx fecero montare sulle vetture degli accorgimenti per limitare questo ondeggiamento.

### Risultati
Nella sessione di qualifica si è avuta questa situazione:
| Pos | Nº | Pilota                | Costruttore              | Tempo   | Griglia |
| --- | -- | --------------------- | ------------------------ | ------- | ------- |
| 1   | 15 | Jean-Pierre Jabouille | Renault                  | 1'07"19 | 1       |
| 2   | 16 | René Arnoux           | Renault                  | 1'07"45 | 2       |
| 3   | 12 | Gilles Villeneuve     | Ferrari                  | 1'07"65 | 3       |
| 4   | 6  | Nelson Piquet         | Brabham-Alfa Romeo       | 1'08"13 | 4       |
| 5   | 11 | Jody Scheckter        | Ferrari                  | 1'08"15 | 5       |
| 6   | 5  | Niki Lauda            | Brabham-Alfa Romeo       | 1'08"20 | 6       |
| 7   | 27 | Alan Jones            | Williams-Ford Cosworth   | 1'08"23 | 7       |
| 8   | 26 | Jacques Laffite       | Ligier-Ford Cosworth     | 1'08"55 | 8       |
| 9   | 28 | Clay Regazzoni        | Williams-Ford Cosworth   | 1'08"65 | 9       |
| 10  | 4  | Jean-Pierre Jarier    | Tyrrell-Ford Cosworth    | 1'08"80 | 10      |
| 11  | 3  | Didier Pironi         | Tyrrell-Ford Cosworth    | 1'08"95 | 11      |
| 12  | 1  | Mario Andretti        | Lotus-Ford Cosworth      | 1'09"35 | 12      |
| 13  | 2  | Carlos Reutemann      | Lotus-Ford Cosworth      | 1'09"36 | 13      |
| 14  | 25 | Jacky Ickx            | Ligier-Ford Cosworth     | 1'09"68 | 14      |
| 15  | 7  | John Watson           | McLaren-Ford Cosworth    | 1'09"97 | 15      |
| 16  | 20 | Keke Rosberg          | Wolf-Ford Cosworth       | 1'10"15 | 16      |
| 17  | 35 | Bruno Giacomelli      | Alfa Romeo               | 1'10"59 | 17      |
| 18  | 14 | Emerson Fittipaldi    | Fittipaldi-Ford Cosworth | 1'10"61 | 18      |
| 19  | 29 | Riccardo Patrese      | Arrows-Ford Cosworth     | 1'10"70 | 19      |
| 20  | 8  | Patrick Tambay        | McLaren-Ford Cosworth    | 1'10"92 | 20      |
| 21  | 17 | Jan Lammers           | Shadow-Ford Cosworth     | 1'11"14 | 21      |
| 22  | 30 | Jochen Mass           | Arrows-Ford Cosworth     | 1'11"14 | 22      |
| 23  | 9  | Hans-Joachim Stuck    | ATS-Ford Cosworth        | 1'11"75 | NP      |
| 24  | 31 | Héctor Rebaque        | Lotus-Ford Cosworth      | 1'11"97 | 23      |
| NQ  | 18 | Elio De Angelis       | Shadow-Ford Cosworth     | 1'12"23 | 24      |
| NQ  | 22 | Patrick Gaillard      | Ensign-Ford Cosworth     | 1'13"00 | NQ      |
| NQ  | 24 | Arturo Merzario       | Merzario-Ford Cosworth   | 1'14"95 | NQ      |

## Gara

### Resoconto
Il tedesco Hans-Joachim Stuck (ATS-Ford D2), ritiratosi per protesta dalla gara dopo che il direttore tecnico della scuderia accusò la Goodyear di non fornire al team pneumatici competitivi, lasciò il 22º posto in griglia, l'ultimo disponibile, a Elio De Angelis, il primo dei non qualificati.
Jacky Ickx andò in testacoda durante il giro di formazione, tanto che fu costretto a utilizzare il muletto.
Gilles Villeneuve partì bene e passò primo alla prima curva davanti al poleman Jean-Pierre Jabouille, Jody Scheckter, Nelson Piquet, Jean-Pierre Jarier e Niki Lauda; male invece iniziò René Arnoux, partito dalla prima fila, che al termine del primo giro era nono.
Arnoux fu il protagonista dei primi giri: passò Jones al terzo giro, poi Niki Lauda, poi Jean-Pierre Jarier al giro 7 e Nelson Piquet dopo altri quattro giri, portandosi così in quarta posizione, dietro a Jody Scheckter. Il sudafricano, penalizzato dalle coperture, resistette poco, tanto che al giro 15 Arnoux si pose in terza posizione. Al ventitreesimo giro Lauda, ormai sceso in nona posizione, fu costretto al ritiro per un testacoda.
Tra il trentacinquesimo e trentaseiesimo giro Jody Scheckter perse altre due posizioni a favore di Nelson Piquet e Alan Jones. La classifica vedeva sempre al comando Gilles Villeneuve, seguito dalle due Renault.
Al giro 47 Jean-Pierre Jabouille passò Villeneuve, installandosi al primo posto e riuscendo subito a porre un certo margine sul canadese. Sei giri dopo anche l'altra Brabham, quella di Piquet, fu costretta al ritiro, per incidente, mentre al giro 55 Jody Scheckter fu costretto a una sosta ai box per sostituire le coperture. Scalarono in zona punti (dietro a Jabouille, Villeneuve, Arnoux e Jones) Jean-Pierre Jarier e Clay Regazzoni.
Negli ultimi giri Villeneuve si trovò in crisi con i freni tanto che Arnoux iniziò ad avvicinarsi al ferrarista. Negli ultimi tre giri, riconosciuti all'unanimità come il duello più avvincente della storia della F1, i due piloti dettero vita a un intenso duello, che andava ben oltre il limite delle vetture dell'epoca, fatto di coraggiosi ed azzardati sorpassi e controsorpassi, con la Ferrari più veloce nel misto e la Renault turbocompressa che recuperava sul breve rettilineo. Alla fine prevalse Villeneuve per soli 14 centesimi.
Vinse, per la prima volta in F1, Jean-Pierre Jabouille, pilota francese su vettura francese, a motore, pneumatici e carburante francesi: questa fu la prima vittoria in F1 di Renault e di un motore turbocompresso. La casa francese fu il ventiseiesimo costruttore a vincere una gara mondiale, mentre Jabouille fu il sessantaquattresimo pilota a riuscire nell'impresa. Era dal Gran Premio d'Olanda 1971 che il podio non veniva monopolizzato da tre vetture di scuderie che, oltre al telaio, costruivano in proprio anche il motore. Per Arnoux fu il suo primo podio in carriera e i suoi primi punti in carriera.
Al termine del Gran Premio le Renault vennero sottoposte a un controllo tecnico riguardante la cilindrata del motore. Il controllo confermò la regolarità della cilindrata.
Lo spettacolo offerto da Gilles Villeneuve e René Arnoux negli ultimi giri della gara dette vita a un intenso dibattito sulla correttezza o meno delle manovre tenute dai due piloti.
René Arnoux affermò:
L'ingegner Carlo Chiti, dell'Alfa Romeo obiettò:

### Risultati
I risultati del gran premio furono i seguenti:
| Pos | No | Pilota                | Costruttore              | Giri | Tempo/Ritiro          | Pos. Griglia | Punti |
| --- | -- | --------------------- | ------------------------ | ---- | --------------------- | ------------ | ----- |
| 1   | 15 | Jean-Pierre Jabouille | Renault                  | 80   | 1h35'20"42            | 1            | 9     |
| 2   | 12 | Gilles Villeneuve     | Ferrari                  | 80   | +14"59                | 3            | 6     |
| 3   | 16 | René Arnoux           | Renault                  | 80   | +14"83                | 2            | 4     |
| 4   | 27 | Alan Jones            | Williams-Ford Cosworth   | 80   | +36"61                | 7            | 3     |
| 5   | 4  | Jean-Pierre Jarier    | Tyrrell-Ford Cosworth    | 80   | +1'04"51              | 10           | 2     |
| 6   | 28 | Clay Regazzoni        | Williams-Ford Cosworth   | 80   | +1'05"51              | 9            | 1     |
| 7   | 11 | Jody Scheckter        | Ferrari                  | 79   | +1 giro               | 5            |       |
| 8   | 26 | Jacques Laffite       | Ligier-Ford Cosworth     | 79   | +1 giro               | 8            |       |
| 9   | 20 | Keke Rosberg          | Wolf-Ford Cosworth       | 79   | +1 giro               | 16           |       |
| 10  | 8  | Patrick Tambay        | McLaren-Ford Cosworth    | 78   | +2 giri               | 20           |       |
| 11  | 7  | John Watson           | McLaren-Ford Cosworth    | 78   | +2 giri               | 15           |       |
| 12  | 31 | Héctor Rebaque        | Lotus-Ford Cosworth      | 78   | +2 giri               | 23           |       |
| 13  | 2  | Carlos Reutemann      | Lotus-Ford Cosworth      | 77   | Incidente             | 13           |       |
| 14  | 29 | Riccardo Patrese      | Arrows-Ford Cosworth     | 77   | +3 giri               | 19           |       |
| 15  | 30 | Jochen Mass           | Arrows-Ford Cosworth     | 75   | +5 giri               | 22           |       |
| 16  | 18 | Elio De Angelis       | Shadow-Ford Cosworth     | 75   | +5 giri               | 24           |       |
| 17  | 35 | Bruno Giacomelli      | Alfa Romeo               | 75   | +5 giri               | 17           |       |
| 18  | 17 | Jan Lammers           | Shadow-Ford Cosworth     | 73   | +7 giri               | 21           |       |
| Rit | 3  | Didier Pironi         | Tyrrell-Ford Cosworth    | 71   | Sospensione           | 11           |       |
| Rit | 14 | Emerson Fittipaldi    | Fittipaldi-Ford Cosworth | 53   | Motore                | 18           |       |
| Rit | 6  | Nelson Piquet         | Brabham-Alfa Romeo       | 52   | Incidente             | 4            |       |
| Rit | 1  | Mario Andretti        | Lotus-Ford Cosworth      | 51   | Freni                 | 12           |       |
| Rit | 25 | Jacky Ickx            | Ligier-Ford Cosworth     | 45   | Motore                | 14           |       |
| Rit | 5  | Niki Lauda            | Brabham-Alfa Romeo       | 23   | Testacoda             | 6            |       |
| NP  | 9  | Hans-Joachim Stuck    | ATS-Ford Cosworth        |      | Lite sugli pneumatici | [ 25 ]       |       |
| NQ  | 22 | Patrick Gaillard      | Ensign-Ford Cosworth     |      |                       |              |       |
| NQ  | 24 | Arturo Merzario       | Merzario-Ford Cosworth   |      |                       |              |       |

## Classifiche

### Piloti
| Pos. | Pilota                | Punti |
| ---- | --------------------- | ----- |
| 1    | Jody Scheckter        | 30    |
| 2    | Gilles Villeneuve     | 26    |
| 3    | Jacques Laffite       | 24    |
| 4    | Patrick Depailler     | 20    |
| 5    | Carlos Reutemann      | 20    |
| 6    | Mario Andretti        | 12    |
| 7    | Jean-Pierre Jabouille | 9     |
| 8    | Jean-Pierre Jarier    | 9     |
| 9    | Didier Pironi         | 8     |
| =    | John Watson           | 8     |
| 11   | Clay Regazzoni        | 7     |
| 12   | Alan Jones            | 7     |
| 13   | René Arnoux           | 4     |
| 14   | Riccardo Patrese      | 2     |
| 15   | Jochen Mass           | 1     |
| =    | Emerson Fittipaldi    | 1     |
| =    | Niki Lauda            | 1     |

### Costruttori
| Pos. | Team                     | Punti |
| ---- | ------------------------ | ----- |
| 1    | Ferrari                  | 56    |
| 2    | Ligier-Ford Cosworth     | 46    |
| 3    | Lotus-Ford Cosworth      | 37    |
| 4    | Tyrrell-Ford Cosworth    | 17    |
| 5    | Williams-Ford Cosworth   | 14    |
| 6    | Renault                  | 13    |
| 7    | McLaren-Ford Cosworth    | 8     |
| 8    | Arrows-Ford Cosworth     | 3     |
| 9    | Fittipaldi-Ford Cosworth | 1     |
| =    | Brabham-Alfa Romeo       | 1     |